# Association Jean Monnet
L'Association Jean Monnet est une association fondée en 1986  par des proches et d'anciens collaborateurs pour la mémoire de Jean Monnet.

## Missions
Elle a pour principal objet la transmission de la mémoire et l’héritage de celui qui est aujourd’hui considéré comme l’un des Pères de l’Europe. En 1990 l'Association, initialement appelée « Association des Amis de Jean Monnet », prend son nom actuel et elle est chargée par le Parlement européen, propriétaire de la Maison de Jean Monnet, de gérer la maison-musée,.
Jusqu'en 2018, elle partageait avec un public toujours nombreux (de 100 visites en 1987 à 17.000 visiteurs en 1998) la force des actions et des enseignements de Jean Monnet. L’Association Jean Monnet s’attache à véhiculer les valeurs de l'Union européenne, telles que la paix, la solidarité, la tolérance et l’intérêt commun, ainsi qu’à apporter un éclairage sur la construction européenne et l’actualité de l’Europe d’aujourd’hui,,.
En organisant chaque année plus de 200 conférences principalement sur le site de la Maison de Jean Monnet dans les Yvelines, et à destination de tous les publics venus de tous horizons, l’Association contribuait à rapprocher l’UE et ses citoyens,,. 
Parallèlement à cela, l’Association mène ou participe à d’autres projets dans ce même objectif, et fidèle à l’esprit de Jean Monnet qui souhaitait unir les peuples d’Europe, prenait également part à des événements visant à encourager le dialogue et la découverte interculturelle.
Depuis 2016, la famille de Jean Monnet s'est désolidarisée de l'Association Jean Monnet en quittant son conseil d'administration à la suite de divergences sur la gestion et les activités de l'association.  Depuis 2018, l'Association Jean Monnet n'est plus chargée de la gestion de la maison-musée Jean Monnet qui a été reprise en direct par le Parlement Européen.

### Liens Externes
- Site de l'Association Jean Monnet